# Martinikerk (Itens)
De Martinikerk is een kerkgebouw in Itens in de Nederlandse provincie Friesland.

## Beschrijving
De zaalkerk uit 1806 heeft een driezijdig gesloten koor. De half ingebouwde toren uit 1842 is voorzien van een houten lantaarn met een door Stephanus gegoten klok (1312). De preekstoel met kornispanelen dateert uit de 17e eeuw. Het orgel uit 1876 is gemaakt door Willem Hardorff. De kerk op een terp is een rijksmonument.

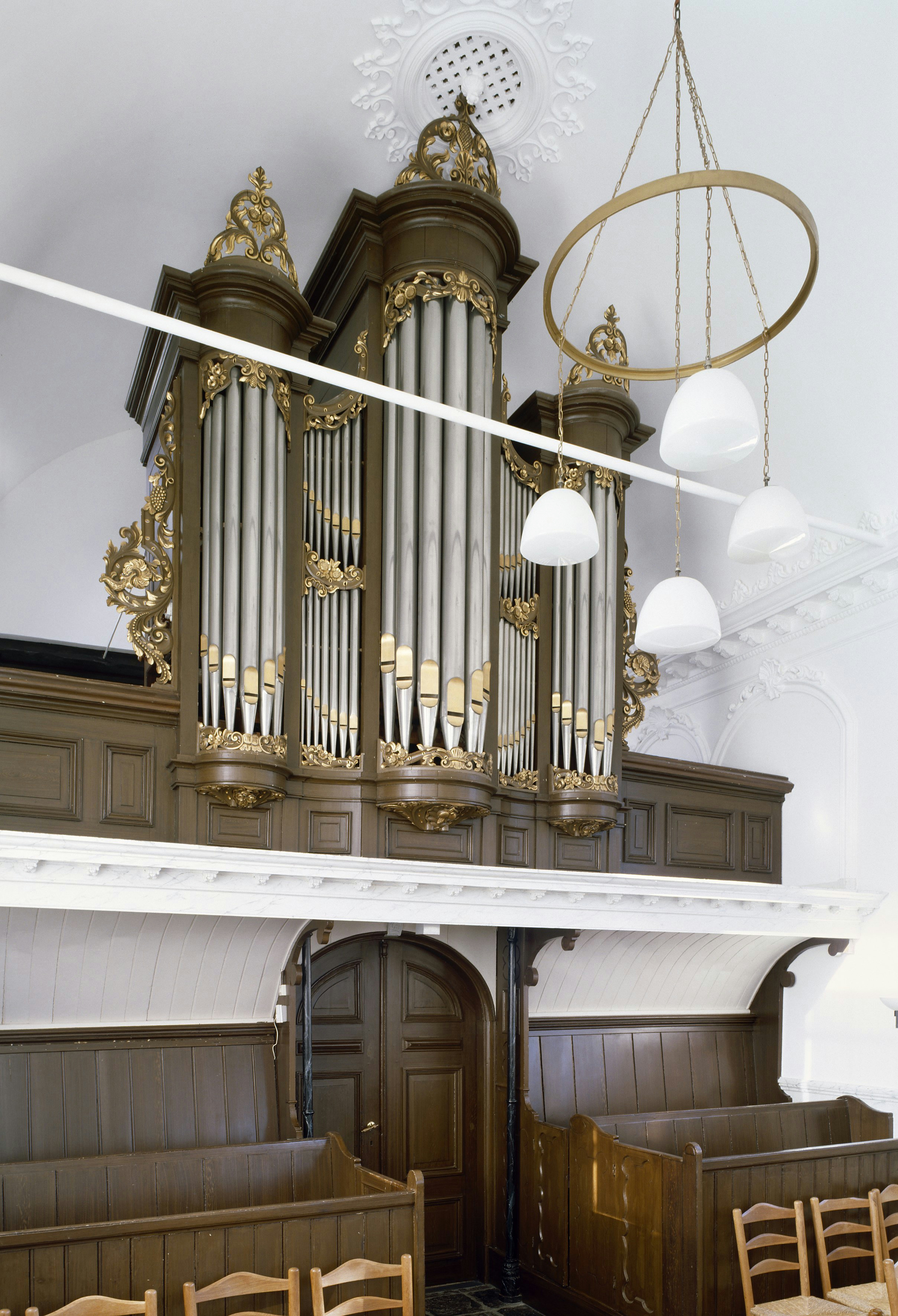
Interieur met orgel (2005)